# Хии
Не путать с рекой Хии (樋井川) в Фукуоке
Хии (яп. 斐伊川 хиикава, варианты написания: Хиикава, Хии-Гава) — река в Японии на острове Хонсю. Протекает по территории префектур Тоттори и Симане через города Идзумо и Мацуэ и через озёра Синдзи и Накауми, и впадает в Японское море. Хии является крупнейшей рекой на востоке префектуры Симане. Длина реки составляет 153 км, площадь бассейна — 2540 км².
В древности река называлась Идзумо-но-окава (яп. 出雲大川, «большая река Идзумо»). За свою историю река неоднократно меняла своё русло и изменяла окружающие земли. Наносы реки присоединили полуостров Симане к большой земле, что, возможно, нашло отражение в мифе Кунибики-синва. С XVII века река впадает в озеро Синдзи, а с начала XX века — в Японское море. На реке регулярно происходили наводнения, приносившие большой ущерб, но она также является важным источником воды для сельского хозяйства и городского населения. В эпоху Эдо верховья реки являлись крупнейшим центром выплавки железа в Японии. Сегодня на реке расположены гидроэлектростанции и прочие гидротехнические сооружения, крупнейшие плотины — Обара и Хинобори. В реке водятся многие виды рыб, но хозяйственное значение имеют лишь аю и карп.

## География
Исток реки находится под горой Сенцу (высотой 1143 м) на территории посёлка Окуидзумо. Оттуда река течёт на север через горы Тюгоку и впадину Йокота (яп. 横田盆地). Ниже Кисуки в неё впадает река Митоя (яп. 三刀屋川). У города Идзумо Хии выходит на равнину Идзумо, где часть воды через канал отводится в реку Кандо. После этого Хии поворачивает на восток и пересекает озеро Синдзи, затем — озеро Накауми, впадая в бухту Михо-ван Японского моря через пролив Сакаи. Протока, соединяющая озёра Синдзи и Накауми, называется Охаси (яп. 大橋川), на ней расположен город Мацуэ.
Длина реки составляет 153 км; на территории её бассейна (2540 км²) проживает около полумиллиона человек. Река является 19-й в Японии по длине и 29-й по площади бассейна. Согласно японской классификации, Хии является рекой первого класса. Уклон реки в верховьях составляет около 1/160—1/700, а в низовьях — 1/860—1/1500. Осадки в верховьях реки составляют около 2300 мм в год, а низовьях около 1700—1845 мм в год, большая часть осадков выпадает в юго-западной части бассейна. В июне-июле над бассейном реки формируется дождевой фронт, вызывающий обильные осадки. Расход воды в среднем течении около Оцу на территории города Идзумо составляет 1,4 млрд м³/год (44,4 м³/c). Основными притоками являются: Аи, Омаки, Куно, Митоя и Акагава. Кроме того, в озеро Накауми впадают крупные реки Иинаси и Хакута.
Большая часть пород в бассейне реки состоит из легко выветриваемого гранита.
В верхней части бассейна реки более 80 % территории покрыто лесом, около 10 % занято рисовыми полями. Воды реки широко используются для орошения рисовых полей.

## История и мифология
Во время максимума последнего оледенения полуостров Симане был соединён с Хонсю. На месте нынешних озера Синдзи и равнины Идзумо через небольшое озерцо протекала древняя река Синдзи. Около 11 тыс. лет назад, со смягчением климата и уменьшением ледяного покрова, море начало проникать в низменность между полуостровом Симане и горами Тюгоку. С наступлением температурного максимума голоцена, в ранний период Дзёмон (около 2000 г. до н. э.), уровень моря достиг наивысшей отметки и, вероятно, почти полностью отрезал полуостров Симане от большой земли. В то время Хии впадала в большой залив Синдзи, находившийся на месте нынешнего озера Синдзи и равнины Идзумо.
Позже уровень моря вновь стал опускаться. Параллельно этому, наносы Хии и других рек накапливались в мелеющем заливе и отрезали его от моря. Возможно, решающим фактором стали пирокластические потоки, образовавшиеся в результате извержения вулкана Осамбесан около 1600 г. до н. э., после чего полуостров Симане соединился с Хонсю. С того момента Хии и Кандо впадали в лагуну Кандоно-мидзууми и постепенно заносили её отложениями.
Некоторые исследователи считают, что это изменение может являться основой мифа Кунибики-синва о том, как местное божество притянуло земли корейского королевства Силла для увеличения края Идзумо. Согласно преданию, записанному в анналах «Идзумо фудоки», бог Яцукамидзу-омицуно-но-микото сказал: «Страна облаков (Идзумо)… юная страна, узкая, как полоска полотна. Она была создана маленькой, поэтому мне хотелось бы присоединить к ней [другие земли]. Если взглянуть на мыс Мисаки в стране Сираги, … то видишь, что мыс этот — лишний», после чего заступом отрубил эту землю, набросил на неё верёвку и притянул к Идзумо; эта земля «стала [морским побережьем], и там, где была излучина Кодзу, образовался мыс Кидзуки многоземельный». Страной Сираги в мифе называют восток королевства Силла, а мыс Кидзуки — западная оконечность полуострова Симане, рядом с которой расположено святилище Идзумо тайся. Кроме того, по некоторым предположениям, в мифе о Ямата-но ороти змей, которого повергает Сусаноо, символизирует необузданную реку Хии, а их сражение — противопаводковые работы местных жителей и их борьбу с природными бедствиями.
До середины XVII века в районе нынешнего города Идзумо Хии текла на запад и впадала в залив Тайся Японского моря. Наносы реки накапливались на равнине Идзумо, и в результате наводнений 1635 и 1639 годов река поменяла свой курс и стала впадать в озеро Синдзи.
В XVII или XVIII веках горы в верховьях Хии стали важным центром выплавки железа из железного песка в печах татара. Для добычи песка использовалась технология канна-нагаси (яп. 鉄穴流し): на склоне горы прокапывали каналы, в которые ссыпалась выветрившаяся железосодержащая порода (гранит). После этого по каналу пускали воду, уносившую землю и пустую породу, в то время как железный песок оседал в канале. К концу эпохи Эдо около 80 % железа в Японии производили в регионе Идзумо. В результате использования этой техники до 1950-х годов, общий объём земли и породы, смытой в реку Хии, оценивается в 200 млн м³. Кроме непосредственного сброса земли в реку, вырубка лесов для выплавки железа усиливала эрозию и увеличивала общий объём речных отложений.
Усугубившаяся из-за накопления осадка в русле реки угроза наводнений заставляла людей возводить всё более высокие дамбы вдоль её берегов, в результате этого река стала протекать значительно (сегодня — на 3-4 метра) выше окружающих земель — подобные реки японцы называют тэндзёгава (яп. 天上川). Из-за накопления осадка в озере Синдзи сток воды из него в озеро Накауми прекратился, что привело к его превращению в пресноводное. Чтобы предотвратить наводнения и расширить площадь годных для сельского хозяйства земель, с XVII по XIX века курс реки искусственно меняли каждые 40—60 лет (техника кава-тагаэ, яп. 川違え). Ситуация изменилась в 1924 году, когда была прорыта протока Охаси, вновь соединившая Синдзи и Накауми. Кроме того, плотины, построенные с 1960-х годов, значительно сократили количество осадка, переносимого рекой.

## Природа
В верховьях реки живут и нерестятся китайский гольян (лат. Rhynchocypris oxycephalus), кунджа, Cryptobranchoidea. В извилистых ущельях у Йокота, где дно покрыто гравием, встречается также сима и другие подобные виды.
В среднем течении у реки растут многоветочник, ива, тростник японский. На песчаных участках в реке встречаются дальневосточная ручьевая минога, Nipponocypris temminckii и троегубы (Opsariichthys platypus). В поймах и песчаных косах около Игая останавливается американский лебедь. В низовьях реки перед озером Синдзи водится меньше рыбы, в основном встречаются троегубы. У реки растут тростник и ива, водится малая поганка; в тростниковых плавнях живёт восточная камышовка.
С 1980-х по 2010-е годы наблюдается улучшение БПК речной воды, с 2003 года оно не поднимается выше требуемой нормы в 1мг/л (за исключением одного измерения на станции Оцу в 2015 году). С 1980-х по начало 2000-х годов наблюдается повышение общего содержания азота, общее содержание фосфора, наоборот, снижается.
В начале XXI века предпринимаются усилия по восстановлению заболоченных участков вдоль реки, необходимых для местной экосистемы.

## Наводнения
Первые свидетельства о наводнениях на Хии относятся к VIII веку. Более поздние записи указывают, что наводнения обычно происходили раз в 4 года. Часто к наводнениям приводили тайфуны. Для борьбы с наводнениями в 1787 году был прорыт канал Сада-гава, соединивший озеро Синдзи напрямую с морем, но результат не оправдал ожиданий. В 1832 году реку соединили с озером дополнительным рукавом — каналом Син, в котором со временем накопилось столько наносов, что к 1939 году его пришлось вывести из эксплуатации.
В ХХ и XXI веках катастрофические наводнения происходили в 1943, 1945, 1972, 2003 и 2006 годах. В 2003 году наводнение привело к гибели трёх человек, было затоплено 1460 домов. В 1972 году погибло 12 человек и пострадало 24953 дома.
В 1990-е годы начались работы по созданию системы для борьбы с наводнениями, включающие строительство канала Хиикава-Кандогава. Сегодня из-за соединяющего их канала река Кандогава считается частью речной системы Хии. В 2014 году канал для отвода воды из реки в случае наводнения, законченный в 2013 году, получил награду Японского общества гражданских инженеров. Другими элементами системы являются плотины Обара на Хии и Сицуми на Кандо, а также расширение протоки Охаси.

## Хозяйственное использование
На реке расположены плотины Обара и Хинобори. Эти плотины являются главными препятствиями для рыбы. Плотина Обара образует водохранилище Сакура-Ороти объёмом 60 млн м³, которое используется для снабжения населения питьевой водой, для ирригации, контроля за наводнениями и в рекреационных целях. Всего на реке действует 14 гидроэлектростанций суммарной мощностью до 55000 кВт·ч.
Водами Хии орошаются около 70 % рисовых полей в её бассейне, большая их часть сосредоточена на востоке равнины Идзумо. Речная вода используется для водоснабжения городов Мацуэ и Идзумо.
Ниже плотин в Хии водится аю, являющаяся основным объектом рыболовства в реке, также в реке ловят карпа. Общий объём рыболовства незначителен по сравнению с озёрами Синдзи и Накауми.
В средневековье река являлась транспортной артерией, по которой везли рис и железо из её верховьев. Обычно товар загружали в лодки такасэбунэ, а в Сёбаре, на берегу Синдзи, его перегружали на парусники побольше. Кроме того, в конце XVII века был прорыт канал из Курихары на запад, в залив Тайся, по которому товары везли в порт Урю на западной оконечности полуострова Симано.
- Плотина Хинобори
- Добыча железа с помощью техники канна-нагаси
- Синтоистский фестиваль (мацури) в Мацуэ
- Канал для отвода воды в реку Кандо

## Туризм
Во многих местах берега реки являются популярным местом отдыха. Например, набережные в Митое (Уннан) и Кисуки известны своими вишнёвыми деревьями. На протоке Охаси раз в 10 лет храм Дзёдзан-Инари проводит мацури (синтоистский праздник) Хоранъэнъя, во время которого синтай местного божества перевозят на лодке. Этот мацури является одним из трёх подобных празднеств в Японии.